# Kota (ort i Indien, Uttar Pradesh)
Kota är en ort i Indien.   Den ligger i delstaten Uttar Pradesh, i den centrala delen av landet, 800 km sydost om huvudstaden New Delhi. Kota ligger 189 meter över havet och antalet invånare är 14 632.
Terrängen runt Kota är platt söderut, men norrut är den kuperad. Runt Kota är det ganska tätbefolkat, med 230 invånare per kvadratkilometer. Närmaste större samhälle är Obra, 14,7 km väster om Kota. I omgivningarna runt Kota växer huvudsakligen savannskog.